# Polynema ovulorum
Polynema ovulorum is een vliesvleugelig insect uit de familie Mymaridae. De wetenschappelijke naam werd gepubliceerd in 1758 door Carl Linnaeus in de tiende editie van Systema naturae.